# Debbie Dingell
Deborah Ann „Debbie“ Dingell (Detroit (Michigan), 23 november 1953), geboren Deborah Ann Insley, is een Amerikaanse politica van de Democratische partij. Sinds januari 2015 vertegenwoordigt zij het 12e Congresdistrict van de staat Michigan in het Huis van Afgevaardigden.

## Levensloop
Deborah Insley bezocht de Convent of the Sacred Heart-school in Grosse Pointe en studeerde daarna tot 1975 aan de Georgetown University in Washington D.C.. Aansluitend was zij werkzaam in het bedrijfsleven. Zij was onder andere presidente van de General Motors Foundation en directeur voor externe betrekkingen van het GM-concern. Van 2006 tot 2014 zat ze in de Raad van Toezicht van de Wayne University in Detroit.
Sinds 1981 was zij gehuwd met John Dingell, die tussen 1955 en 2015 de staat Michigan vertegenwoordigde in het Huis van Afgevaardigden. Hij overleed op 7 februari 2019.
Bij de Congresverkiezingen van 2014 werd Dingell voor het twaalfde Congresdistrict van Michigan in het Huis van Afgevaardigden in Washington gekozen, waar zij op 3 januari 2015 in de voetsporen van haar man trad die na 60 jaar lidmaatschap van het Congres zich niet meer verkiesbaar had gesteld. Dingell won met 65 tegen 31 procent van de stemmen van de Republikein Terry Bowman.
Bij de Congresverkiezingen van 2016 en 2018 werd zij herkozen en nu behoort zij tot het 116de Congres van de Verenigde Staten dat zitting heeft tot 3 januari 2021.

### Trump impeachment
Na de goedkeuring door het Huis van Afgevaardigden van het impeachmentproces tegen president Donald Trump op 18 december 2019, viel Trump in zijn campagnespeech tijdens een rally in Michigan Dingell aan wegens haar stem ten gunste van zijn impeachment.
Trump suggereerde dat haar overleden echtgenoot, John Dingell, in de hel vertoefde. “Misschien kijkt hij op naar boven", zei Trump, "in plaats van naar beneden te kijken uit de hemel".
Debbie Dingell woonde een bovenpartijdig Probleem Oplossers Overleg bij toen zij van Trumps uitlatingen hoorde. Talrijke leden van beide partijen betuigden haar hun steun.
In haar reactie op het incident riep Dingell op tot een terugkeer naar beschaving, zeggend: "sommige uitlatingen zouden verboden terrein moeten zijn".